# 보얀 크르키치
보얀 크르키치 페레스(스페인어: Bojan Krkić Pérez, 스페인어 발음: [ˈboʝaŋ ˈkiɾkitʃ ˈpeɾeθ]; 세르보크로아트어: Бојан Кркић Перез, 세르비아어 발음: [bǒjan kr̩̂kitɕ pěrez]; 1990년 8월 28일 ~ )는 보얀이라는 이름으로도 알려진 스페인의 은퇴한 축구 선수로, 포지션은 스트라이커, 윙어였다.
세르비아계 스페인인이며 한때 그는 최고 유망주로 꼽혔으나, 임대를 전전하다 기대치만큼의 활약을 하지 못했다. 그의 아버지 이름도 '보얀 크르키치'이며 FC 바르셀로나와 맨체스터 시티 FC의 스카우트였다.
그의 아버지 보얀은 세르비아의 유명 클럽 츠르베나 즈베즈다의 선수였으며, 단 한 번 유고슬라비아 축구 국가대표팀에서 뛴 적이 있다고 한다. 2007년 11월 21일, 비야레알과의 경기에서 골을 터뜨리며 리오넬 메시가 가지고 있던 클럽 역사상 최연소 골 기록을 깨뜨렸다. 또한 이 골은 리오넬 메시가 어시스트 해준 것이었다.
2011년 7월 이적료 1200만 유로(한화 약182억원)에 AS 로마로 이적하였다. FC 바르셀로나가 2년내에 보얀을 재영입할 수 있는 1300만 유로의 바이백 조항이 포함돼 있으나, 다만 로마가 이미 지불한 1200만 유로에 2800만 유로를 추가로 지불(총액 4000만 유로)한다면 바이백 조항을 삭제할 수 있다고 한다. 2013년 7월 보얀 크르키치는 바르셀로나에 복귀하여 1년간 네덜란드 아약스로 임대되었다.
2014년 7월 이적시장에서 보얀 크르키치는 스토크 시티로 완전 이적하였다. 계약 기간은 4년이다.
리오넬 메시와는 친척 지간이지만 촌수는 꽤 멀다. 보얀 크르키치는 리오넬 메시의 10촌 동생이다.

## 클럽 경력
2023년 3월 23일, 보얀은 캄 노우에서 선수 은퇴를 발표했다.